# Полюдов Олександр Миколайович
Полюдов Олександр Миколайович (*10 жовтня 1931 р., м. Фергана — †6 лютого 2016, м. Львів ) — доктор технічних наук, професор кафедри поліграфічних і пакувальних машин та технології пакування Української академії друкарства, академік Міжнародної академії інженерних наук.

## Біографія
Народився у м. Фергана (Узбекистан) в сім'ї військового. У 1949 р. закінчив середню школу в м. Гоща Ровенської обл. У цьому ж році поступив у Київський інститут цивільної авіації, який за станом здоров'я в 1950 р. вимушений був покинути. У цьому ж році поступив на інженерно-механічний факультет Українського поліграфічного інституту ім. Ів. Федорова, який закінчив у 1955 р. з відзнакою.

## Наукова та викладацька діяльність
Після закінчення інституту в 1955 р. був залишений для роботи на кафедрі поліграфічних машин УПІ ім. Ів. Федорова на посаді асистента. У 1960–1963 рр. — аспірант кафедри поліграфічних машин. З 1963 р. — на посаді в.о. доцента, старший викладач кафедри поліграфічних машин. У 1964–1968 рр. декан механічного факультету. 1964 р. - у Львівському політехнічному інституті захистив дисертаційну роботу «Исследование истинной динамики исполнительных и уравновешивающих кулачкових механизмов». Того ж року обраний на посаду доцента кафедри поліграфічних машин. В 1966 р. ВАК затвердив у вченому званні доцента. У 1970–1975 р. — декан механічного факультету. У 1975–1986 р. працював на посаді проректора з навчальної роботи УПІ ім. І.Федорова. У 1980 р. захистив докторську дисертацію на тему «Динамический синтез и исследование устройств программного уравновешивания избыточних нагрузок в полиграфических машинах-автоматах» у Всесоюзному НДІ комплексних проблем поліграфії (Москва). У 1981 р. ВАК затвердив у вченому званні професора. У 1986–2000 р. займав посаду завідувача кафедри поліграфічних машин. З 2000 р. - професор кафедри поліграфічних машин, а з вересня 2012 р. — професор кафедри поліграфічних і пакувальних машин та технології пакування.

## Творчий доробок
Автор та співавтор більш ніж 250 наукових та навчально-методичних публікацій, серед яких 6 навчальних посібників, 4 наукові монографії і 75 патентів та авторських свідоцтв на винаходи (один європейський). Наукові дослідження: динаміка комбінованих циклових механізмів поліграфічних і пакувальних машин. Під його керівництвом Котолюз Є. І., Яніцький В. Г., Георгієвський І. К., Приставський З. М., Іващенко В. Т., Лаптєв В. О., Білецький О. О., Ключковський М. В., Лазебник С. Д., Нурдинов Абдукарим, Бойчук А. Л., Топольницький П. В., Жидецький В. Ц., Петріашвілі Г. Г., Ключковський С. М., Книш О. Б., Коломієць А. Б., Іванко А. І., Кандяк Н. М. виконали та захистили дисертаційні роботи на здобуття наукового ступеня кандидата технічних наук, а Топольницький П. В., Регей І. І., Пасіка В. Р., Кузнецов В. О. виконали та захистили докторські дисертації.

## Нагороди
- 1981 р. — Почесне звання «Заслужений працівник вищої школи України».
- Нагрудні знаки: 1979 р. — «За отличные успехи в роботе»,
- 1980 р. — «Отличник печати»,
- 1983 р. — «Изобретатель СССР»,
- 1996 р. — «Відмінник освіти України»,
- 2010 р. — «Петра Могили».
- 2005 р. — «Почесна грамота Верховної Ради України».